# A testa alta - I martiri di Fiesole
A testa alta - I martiri di Fiesole è un film per la televisione italiano del 2014.

## Descrizione
Lo sceneggiato è prodotto dalla Rai Fiction. La storia è incentrata sulla vicenda dei Martiri di Fiesole all'epoca della liberazione della città di Firenze nel 1944.

## Trama
Nel luglio del 1944 i tedeschi, sotto il comando del tenente Hiesserich, con un agguato ad una staffetta, scoprono che ci sono collegamenti tra una piccola caserma di campagna dei Carabinieri e la Resistenza. In quella occasione uno dei militi, Sebastiano Pandolfo e un giovane partigiano vengono fucilati. Gli altri carabinieri riescono a fuggire e cercano di unirsi alla Resistenza. Ma i tedeschi prendono 10 civili in ostaggio e minacciano di ucciderli se i carabinieri non si consegnano. Saputa la notizia, quando stanno quasi per raggiungere i partigiani, i tre carabinieri scelgono di consegnarsi per ribadire il ruolo dei carabinieri di garanti della legalità e della giustizia salvando così la vita dei dieci ostaggi.

## Il significato del titolo
La frase "a testa alta" riprende le parole pronunciate pochi istanti prima della fucilazione dal più alto in grado dei carabinieri condannati.

## La messa in onda
La fiction venne trasmessa in Italia su Rai 1 il 2 giugno 2014.

## Ascolti
| Puntata | Messa in onda | Telespettatori | Share  |
| ------- | ------------- | -------------- | ------ |
| 1       | 2 giugno 2014 | 4.136.000      | 16,88% |

## Licenze
1. Al momento della fucilazione dei due partigiani catturati dopo lo scontro a fuoco coi tedeschi (il carabiniere Sebastiano Pandolfo e il partigiano Leonardo Lunari detto "il Bomba") si presenta la fidanzata di Pandolfo, circostanza non veridica[senza fonte].
2. Nella scena iniziale e in molte delle scene successive appare un ventilatore Marelli modello anni '50, la cui presenza è incompatibile con il periodo nel quale è ambientato il film. Inoltre il narratore all'inizio del film cita la linea Gotica, che fu invece raggiunta dagli alleati solo nell'ottobre -novembre 1944.